# Holzhausen (Nieheim)
Holzhausen ist ein Stadtteil von Nieheim im Kreis Höxter, Nordrhein-Westfalen.

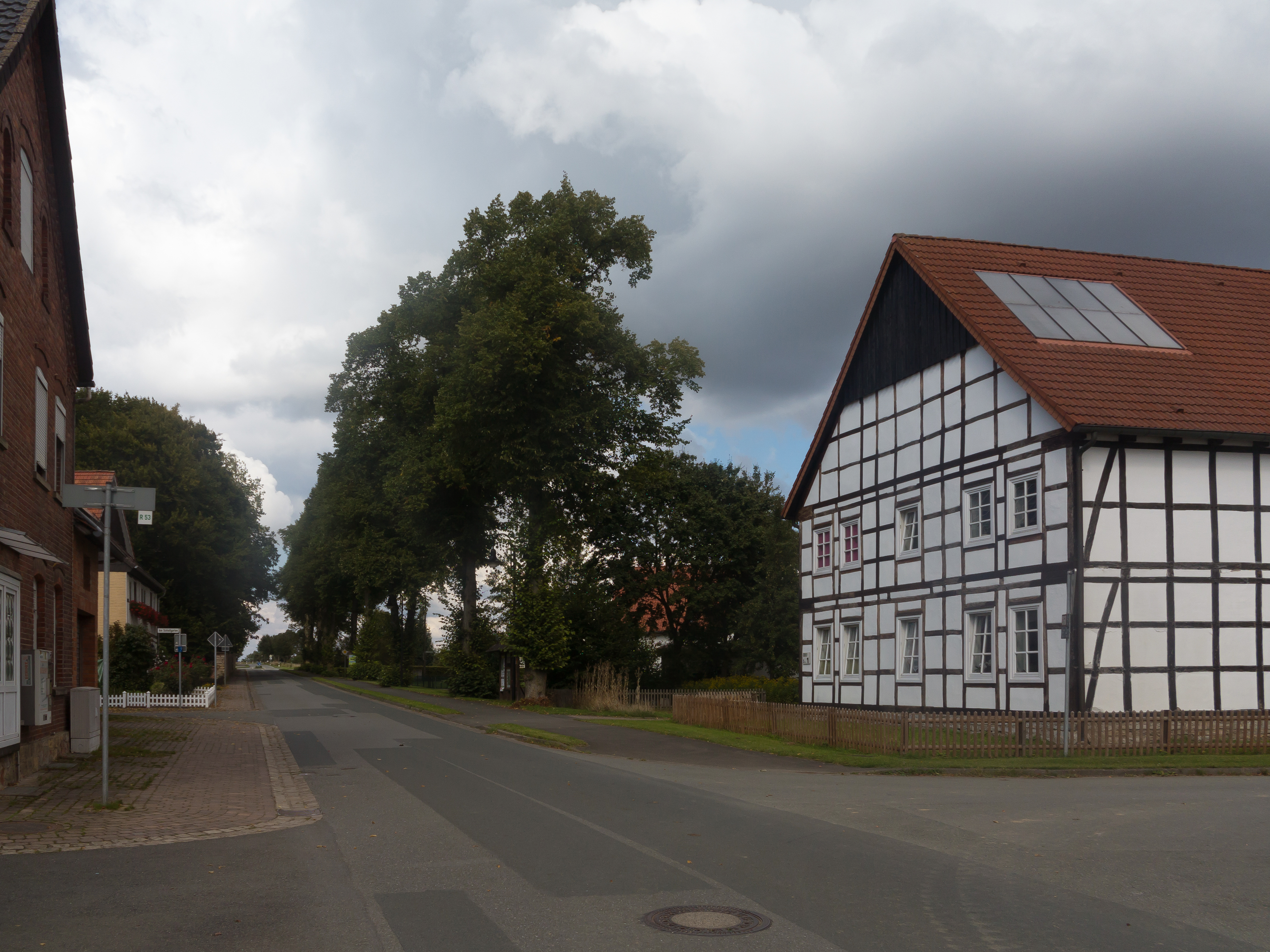
Blick auf eine Straße

## Geschichte
Das erste Mal wurde Holzhausen 872 urkundlich erwähnt. Der Ort gehörte bis zu den Napoleonischen Kriegen zur Richterei Nieheim im Hochstift Paderborn. Im Königreich Westphalen bildete Holzhausen von 1807 bis 1813 eine Gemeinde im Kanton Nieheim des Distrikts Höxter im Departement der Fulda und fiel dann an Preußen. 1816 kam die Gemeinde zum neuen Kreis Brakel, der 1832 im Kreis Höxter aufging. Im Kreis Höxter gehörte Holzhausen zum Amt Nieheim, das bis in die 1930er Jahre mit dem Amt Steinheim das Doppelamt Nieheim-Steinheim bildete.
Am 1. Januar 1970 wurde Holzhausen durch das Gesetz zur Neugliederung des Kreises Höxter vom 2. Dezember 1969 mit der damaligen Stadt Nieheim und den übrigen Gemeinden des Amtes Nieheim zur neuen Stadt Nieheim zusammengeschlossen.

## Bauwerke
- Pfarrkirche St. Johannes der Täufer
- Gut Holzhausen

## Kultur
Auf Gut Holzhausen findet jährlich das internationale Stimmenfestival Voices statt. Zudem befindet sich im Ort der Startpunkt des Nieheimer Kunstpfads. Durch diese, vom KulturGut Holzhausen e.v, finanziert und organisierten Attraktionen wird Holzhausen innerhalb der Stadt Nieheim auch als das „Kulturdorf“ bezeichnet. Der größte Verein Holzhausens ist die St.-Johannes-Schützenbruderschaft e. V.